# Drácula (película de George Melford)
Drácula es una película de terror estadounidense rodada en idioma español de 1931 dirigida por George Melford y protagonizada por Carlos Villarías y Lupita Tovar. La película fue filmada simultáneamente con la versión homónima en inglés dirigida por Tod Browning, ambas basadas en la novela homónima de Bram Stoker y en su adaptación teatral.
Esta versión destaca por sus ángulos y movimientos de cámara más movidos así como un vestuario más "atrevido" que el de la versión inglesa.
Por mucho tiempo se pensó que la película estaba perdida hasta que en la década de 1970 se descubrió una copia en la Cinemateca de Cuba y fue restaurada más tarde en los años noventa. En 2015, la película fue considerada «cultural, histórica y estéticamente significativa» por la Biblioteca del Congreso de Estados Unidos y seleccionada para su preservación en el National Film Registry.

## Sinopsis
El conde Drácula (Carlos Villarías) viaja a Londres y se instala en su recién adquirida abadía de Carfax, junto al sanatorio del doctor Seward. Allí, el conde se encapricha con Eva (Lupita Tovar) y Van Helsing (Eduardo Arozamena), mientras tanto, empieza a estudiar la reciente enfermedad de Renfield (Pablo Álvarez Rubio), alguien que tiene devoción por la sangre y se alimenta de ratas y moscas. Es entonces cuando Van Helsing empieza a sospechar que Drácula es un vampiro y decide darle caza.

## Reparto
- Carlos Villar - Conde Drácula
- Lupita Tovar - Eva
- Barry Norton - Juan Harker
- Pablo Álvarez Rubio - Renfield
- Eduardo Arozamena - Van Helsing
- José Soriano Viosca - Doctor Seward
- Carmen Guerrero - Lucía
- Amelia Senisterra - Marta
- Manuel Arbó - Martín

## Producción
A inicios del cine sonoro, era común que los estudios de Hollywood produjeran versiones en idiomas extranjeros de sus películas (generalmente en español, pero también en francés, italiano y alemán) usando los mismos sets y vestuarios. Así que para aprovechar el dinero invertido en los derechos de la novela y decorados de Drácula, el productor Paul Kohner convenció al estudio a filmar una versión en español de la película. Mientras Browning filmaba durante el día, Melford usaba los mismos sets durante la noche.
El único miembro del equipo además del director que podía ver lo rodado por Browning era el protagonista Carlos Villarías, con la intención de que se acercara lo más posible a la interpretación que hacía Béla Lugosi de Drácula.